# Tematisk karta

En tematisk karta som visar McDonald's expansion i världen

Tematisk karta är en typ av karta som visar ett specifikt tema. En tematisk karta kan till exempel visa befolkningstäthet eller utövandet av religioner.
Tematiska kartor kan delas in i följande slags kartor:
- Politisk karta
- Ekonomisk karta
- Fastighetskarta
- Väderkarta
- Befolkningskarta
- Geologisk karta